# Stephan Müller (Künstler)

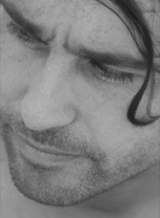
Stephan Müller, 2009

Stephan Müller (* 3. Mai 1971 in Rodalben) ist ein deutscher Maler und Bildhauer.

## Leben
Von 1992 bis 1996 studierte Müller Kunstpädagogik an der Universität Koblenz-Landau. 1996 erhielt er ein Heinrich-von-Zügel-Stipendium der Stadt Wörth am Rhein. 1999 schloss Müller sein zweites Staatsexamen ab. Anschließend studierte er bis 2000 an der Akademie für Bildende Kunst der  Johannes Gutenberg-Universität Mainz. Von 2000 bis 2007 unterrichtete er an der Universität Koblenz-Landau als Aktzeichenlehrer. 2018 wurde er erster Preisträger in der Sparte „Skulpturen“ beim Kunstpreis Alzey-Worms. Müller lebt in Rodalben, wo sich auch seine Galerie befindet.

## Ausstellungen (Auswahl)
- Schloss Fußgönheim/ Ludwigshafen
- Villa Böhm in Neustadt an der Weinstraße
- Credit Suisse in Brig (Wallis)
- Galerie „Altes Rathaus“ in Wörth / Karlsruhe
- Alter Schlachthof in Kaiserslautern
- Kreisgalerie Pirmasens in Dahn
- Neufferanum in Pirmasens
- SchauFenstergalerie in Neustadt an der Weinstraße
- Villa Meixner in Brühl
- Kuku in Rothrist/Schweiz
- Kunstreich in Bern/Schweiz
- Kunsthaus Frankenthal[1]

## Öffentliche Aufträge

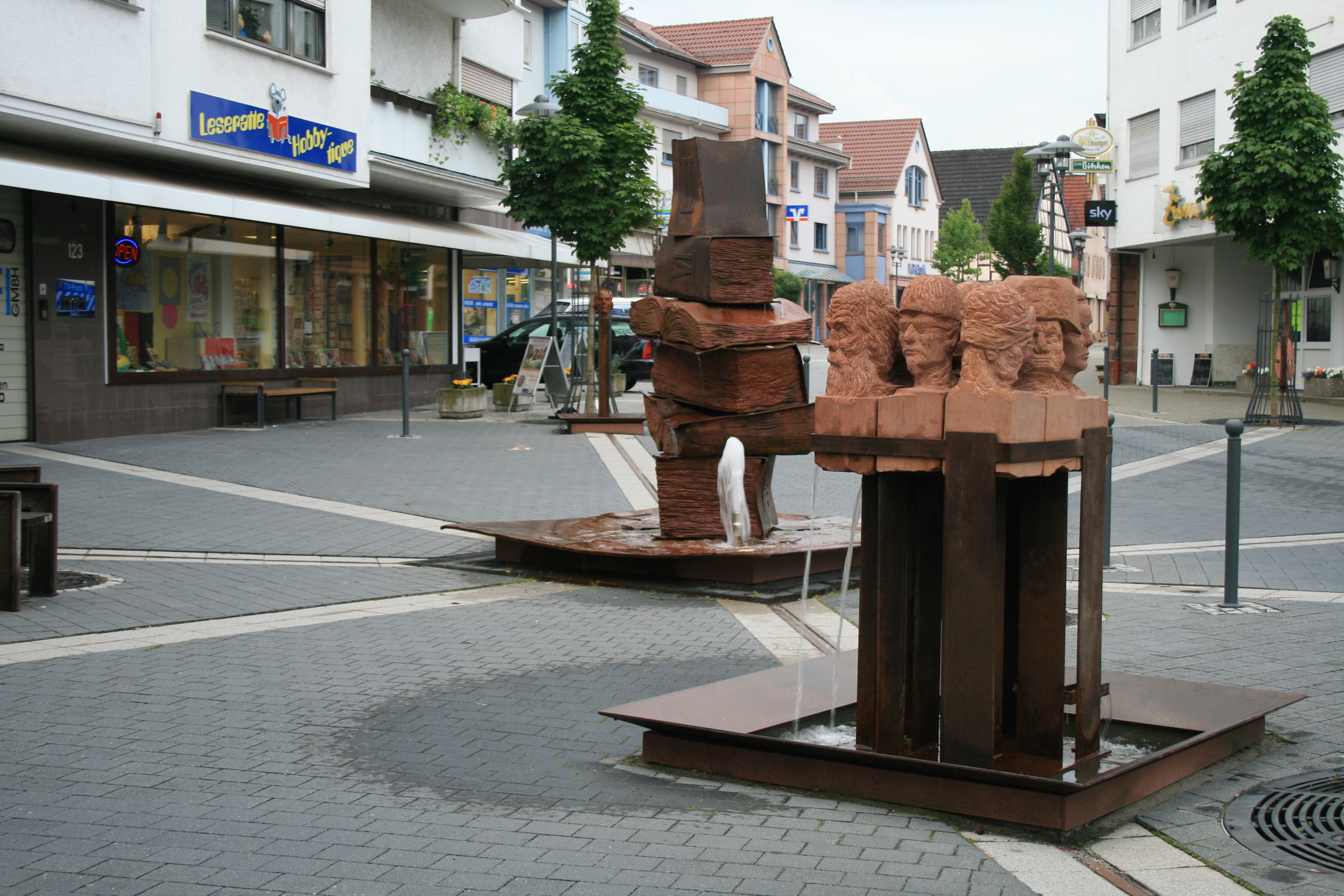
Dr. Johann Peter Frank Platz Rodalben

- Sandsteinskulptur „Der gute Hirte“ in Otterbach bei Kaiserslautern
- Furt Installation „Bär“ am Bärenfelsen in Rodalben/Pirmasens
- Skulpturen- und Brunneninstallation „Dr. Johann Peter Frank-Platz“ in Rodalben
- "Weltenbogen" in Rodalben
- "Zeitenwende" in Landstuhl

## Buchillustration
- Astrid Dornbrach, Venus hinterm Horizont, Periplaneta 2010, ISBN 978-3-940767-54-7
- Hubert Portz, Aufgeladene Begegnungen, Knechtverlag 2018, ISBN 978-3-939427-43-8